# Sharpless 2-239
Sharpless 2-239 – obszar H II (również mgławica refleksyjna) znajdujący się w konstelacji Byka w odległości 450 lat świetlnych. Rozciąga się na prawie 3 lata świetlne. Jest zanurzony w ciemnej mgławicy LDN 1551.
Sharpless 2-239 wraz z mgławicą LDN 1551 tworzy mieszankę pyłu i ciemnej mgławicy, leżąc równocześnie w pobliżu południowej granicy kompleksu Obłoku Molekularnego w Byku. W regionie tym znajdują się młode obiekty gwiazdowe dynamicznie wpływające na swoje otoczenie. Najjaśniejszą część mgławicy stanowi obiekt Herbiga-Haro HH 102.